# Rodolfo Muñoz
Rodolfo Muñoz (Buenos Aires, 1908-desconocido) fue un diplomático argentino.

## Carrera
En 1932 se graduó de la Facultad de Ciencias Económicas de la Universidad de Buenos Aires y en 1934 obtuvo un doctorado en la Facultad de Ciencias Jurídicas y Sociales de la Universidad Nacional de La Plata. Entre 1935 y 1937 estudió finanzas en la Universidad de Oxford gracias a una beca.
En 1937, ingresó al Servicio Exterior argentino, cumpliendo cargos en Reino Unido y Francia. En el primer país, fue agregado económico de la embajada argentina. En Francia, se desempeñó como encargado de negocios ad interim durante 1945, al establecerse relaciones diplomáticas con el Gobierno provisional de la República Francesa de Charles de Gaulle.
Fue miembro de la Misión Permanente de la República Argentina ante la Organización de las Naciones Unidas desde 1946. En 1948 fue delegado ante el Consejo de Seguridad, interviniendo en el caso de la independencia de Indonesia. Apoyó una resolución propuesta por la República de China e hizo mención al pedido por el fin del colonialismo.
En 1951 fue designado representante interino de Argentina ante las Naciones Unidas, siendo nombrado formalmente como embajador en agosto de 1952. Ejerció el cargo hasta 1953. En 1952 presidió el Cuarto Comité de la Asamblea General, que trata asuntos de descolonización, e integró el Consejo de Administración Fiduciaria.
En marzo de 1954 acompañó y luego reemplazó al entonces Canciller Jerónimo Remorino al frente de la delegación argentina en la X Conferencia Panamericana realizada en Caracas, Venezuela. Allí, Muñoz presentó un proyecto que se refería a los territorios coloniales, repudiando el uso de la fuerza de potencias extracontinentales. Este fue aprobado pese a la abstención de Estados Unidos.
También se mostró en contra del deseo del Secretario de Estado estadounidense John Foster Dulles de intervenir en Guatemala. Sostuvo que las medidas coercitivas debían contar con la autorización del Consejo de Seguridad y que «el mejoramiento social y económico es la mejor arma contra el comunismo». Al momento de la votación, Argentina y México se abstienen. Muñoz había declado que: «para nosotros el intervencionismo es sinónimo de bradenismo. Lo rechazamos por nosotros y por nuestras repúblicas hermanas de América».
La delegación argentina introdujo en la declaración de Caracas un punto que se refería a «la acción solidaria para alcanzar un efectivo sistema democrático y representativo, el imperio de la justicia social y la cooperación económica y cultural».
En agosto de 1955, fue designado subsecretario (viceministro) de Relaciones Exteriores y Culto, bajo el canciller Ildefonso Cavagna Martínez. Ejerce el cargo brevemente, siendo a los dos meses sucedido por Pablo Santos Muñoz.
Años más tarde ejerció actividad en el sector privado. Entre 1971 y 1972, se desempeñó como director del Instituto del Servicio Exterior de la Nación (ISEN).